# Magcargo
Magcargo (japanski: マグカルゴ Magukarugo) jedan je od 1025 fiktivnih vrsta Pokémona iz medijske franšize Pokémon, skupa Pokémon videoigara, animiranih serija, manga stripova, knjiga, igraćih karata i drugih medija kojima je tvorac Satoshi Tajiri. Svrha je Magcarga u videoigrama, animiranoj seriji i manga stripovima, kao i svrha ostalih Pokémona, borba s divljim Pokémonima – neukroćenim stvorenjima koje igrači i likovi pronalaze dok kreću na razne avanture – i pripitomljenim Pokémonima drugih Pokémon trenera.
Ime Magcargo kombinacija je engleske riječi "magma" = magma, i francuske riječi "escargot" = puž. Moguća je i da mu ime dolazi od kombinacija engleskih riječi "magma" i "cargo" = teret (jer se oklop na njegovim leđima može smatrati nekom vrstom tereta).

## Biološke karakteristike
Magcargo je puž čije je tijelo u potpunosti sastavljeno od rastopljene lave, s velikim oklopom na leđima. Oklop je zapravo stanjena izraslina njegove kože koja se stvrdnula zbog hlađenja zraka, unatoč činjenici da živi u toplini vulkanskih kratera. Oklop je toliko krhak i lomljiv da je zapravo dovoljan samo jedan dodir koji će uzrokovati njegovo lomljenje, iako Magcargu zatim ovaj oklop pasivno naraste u kratkom vremenskom razdoblju.
Magcargova tjelesna temperatura dostiže nevjerojatnih 18000 Fahrenheitovih stupnjeva. Zbijeni, vrući plamenovi zamjenjuju krv ovog Pokémona i teku čitavim tijelom, a katkada, ovi plamenovi povremeno šikljaju kroz otvor oklopa na njegovim leđima. Magcargo je u potpunosti sastavljen od lave, što njegovo polagano puzanje krajolikom ostavlja za njim tragove stvrdnute lave, što smanjuje njegovu masu i veličinu. Izgubiti previše mase za Magcarga predstavlja smrtnu opasnost, te iz tog razloga Magcargo često povraća svoju veličinu i vitalnost uranjajući svoje tijelo u vulkanske bazene prepune magme.
Voda u kontaktu s Magcargovim tijelom automatski isparava u vodenu paru. Ako se Magcargo nađe na kiši, što je rijetka pojava u njegovom okolišu koju ovaj Pokémon pokušava izbjeći, kišne kapi koje kapnu na njega masovno se pretvaraju u vodenu paru, što će čitavo područje prekriti gustom maglom.
U drevnoj prošlosti, Magcargo je bio potpuno različit Pokémon. I tada je nalikovao na puža, iako mu tijelo nije bilo sastavljeno od magme. Doduše, život u vulkanskim kraterima tijekom tisuća godina fizički je pretvorio ovu vrstu Pokémona u rastopljenu lavu.

## U videoigrama
U igrama Pokémon Gold, Silver i Crystal, Magcarga je nemoguće pronaći u divljini. doduše, Slugmu, njegov prethodni oblik, može se pronaći na Stazama 16 i 18. U igrama Pokémon Ruby, Sapphire i Emerald, Magcarga se isto tako ne može naći u divljini, ali se njegov prethodni oblik može pronaći na Vatrenom putu. U igrama Pokémon FireRed i LeafGreen, može ga se pronaći koristeći tehniku Lomljenja kamenja (Rock Smash), na Planini žara.
Magcarga se može razviti iz Slugme u Pokémon Colosseum igri, a može ga se oteti u igri Pokémon XD: Gale of Darkness.
Magcargo se relativno rijetko koristi u kompetitivnim borbama zbog njegovih čestih slabosti (posebno na Vodene i Zemljane napade) i nedostatka većeg izbora snažnijih napada, unatoč njegovoj izvanrednoj Defense statistici. Magcargo isto tako ima niske HP i Attack statuse.
Ako igrač nosi Magcarga u svom timu u Pokémon Emerald igri, jaja u timu igrača brže će se izleći zbog Magcargove Pokémon sposobnosti Vatrenog tijela (Flame Body).

## U animiranoj seriji
U epizodi 240, veliki broj Magcarga i Slugma blokirao je ulaz u kanjon koji vodi u grad Blackthorn, što je privremeno spriječilo Asha i društvo da putuju dalje.
Magcargo se pojavio u epizodi Johto lige, trener Vatrenih Pokémona pokušava uhvatiti Magcarga sa svojim Flareonom. Misty se u početku ne slaže s njegovim izborom Pokémona, no na kraju, on uspijeva uhvatiti Magcarga te Misty i on premoste svoje razlike i postanu prijatelji.
Ashov prvi meč u Silver konferenciji za Pokémon trenere bio je protiv trenerice Varenih Pokémona, Macey (koja u svom timu ima i Electabuzza kako bi iznenadila protivničke Vodene Pokémone). Nakon njihove borbe, Maceyina se Slugma razvila u Magcarga.